# Mandi mały
Mandi mały (Pimelodus pictus) – gatunek słodkowodnej ryby sumokształtnej z rodziny mandiowatych (Pimelodidae).

## Występowanie
Ameryka Południowa – dorzecza Amazonki i Orinoko, na obszarze Brazylii, Kolumbii, Peru i Wenezueli.

## Wygląd
Ubarwienie srebrzyste z ciemnym cętkowaniem. Wąsiki mają długość zbliżoną do długości ciała. Dymorfizm płciowy jest słabo uwidoczniony. Mandi mały dorasta do 12 cm długości całkowitej.

## Znaczenie gospodarcze
Mandi mały jest rybą akwariową. Poza handlem dla potrzeb akwarystyki nie ma znaczenia gospodarczego. Ze względu na dużą aktywność (szybko pływa dookoła akwarium) nie jest zalecany do akwariów domowych – wymaga dużych zbiorników o długości co najmniej 80 cm (zalecane 120 cm). Nie jest gatunkiem agresywnym. Może być trzymany w akwariach wielogatunkowych.
| Zalecane warunki w akwarium | Zalecane warunki w akwarium       |
| --------------------------- | --------------------------------- |
| Zbiornik                    | minimum 80 cm długości            |
| Temperatura wody            | 24–28 °C                          |
| Twardość wody               | miękka do średnio twardej, 2–15°n |
| Skala pH                    | 6–7                               |
| Pokarm                      | żywy, mrożony i suchy             |